# دائرة أرزيو
دائرة أرزيو دائرة من دوائر ولاية وهران وعاصمتها أرزيو. وتضم بلديات أرزيو وسيدي بن عقبة.